# Pieve di San Bartolomeo al Pino
La pieve di San Bartolomeo al Pino, denominata la Piappina è un edificio religioso di Peccioli.
È menzionata in documenti del X e XI secolo, ma dal momento in cui comincia ad acquistare maggiore importanza quella di San Verano di Peccioli, attestata dal XII secolo, inizia il suo lento declino.

## Storia
Nell'XI secolo la Pieve di san Bartolomeo al Pino controllava un vasto territorio tra Peccioli e Ghizzano. Il periodo di centralità della Piappina finirà presto a causa dell’aumento della popolazione di Peccioli, che per questo avrà sempre più bisogno di una Chiesa vicina, con fonte battesimale e cimitero. 
La pieve di San Bartolomeo al Pino è ricordata in una donazione del X secolo al monastero lucchese di San Ponziano e compare nel privilegio di Alessandro III a S. Ugo del 1071.
Le Rationes Decimarum del 1274 e del 1304 indicano, nel territorio della diocesi di Volterra, la pieve al Pino, di Toiano, di Peccioli, di Fabbrica, di Lajatico di Orciatico, di Pava, di Morrona, di Rivalto, di Chianni.
Le decime del 1302-1303 attestano le seguenti cappelle dipendenti: Sant’Andrea di Latreto, S. Pietro de Curte, S. Frediano di Pratello, S. Pietro di Libbiano, S. Maria di Montefoscoli, S. Prospero e S. Germano di Ghizzano, S. Lorenzo di Gello, S. Romano di Montefoscoli, monastero dei SS. Ippolito e Cassiano di Carigi. Essa è definita “desolata” nel 1413.
La chiesa di S. Bartolomeo è ancora esistente ed è stata restaurata.

## Descrizione
Si tratta di un edificio ad aula unica absidata, con due monofore sui lati lunghi, una delle quali con ghiera decorata da un motivo a treccia viminea. La facciata, con portale centrale sovrastato da un arco di scarico, mostra evidenti tracce di un radicale intervento di restauro, che probabilmente ha obliterato una monofora in asse col portale. Sul retro il piccolo campanile a vela e i contrafforti che sorreggono l’abside, tutti realizzati in laterizi, costituiscono evidentemente un rifacimento successivo da datare al 1721, come indica il numero 721 scalpellinato su uno dei contrafforti. Anche l’interno della chiesa mostra chiari segni di un intervento settecentesco che ha portato alla realizzazione di un altare in muratura dipinto a finto marmo. I pilastri che sorreggono l’abside presentano gli originari capitelli in pietra. Una particolare importanza riveste l’acquasantiera, che è costituita da un cippo etrusco in marmo rilavorato e scavato nella parte superiore. Si tratta di un segnacolo funerario del tipo detto “a clava”, del tutto simile a quelli rinvenuti a Celli nel 1737 e andati dispersi. La presenza di questo cippo e le notizie tramandate sui rinvenimenti di materiale ceramico frammentario di età antica venuto alla luce in occasione dei lavori agricoli nei terreni circostanti la chiesa ci permettono di ipotizzare la presenza in questo luogo di un piccolo nucleo abitativo con relative necropoli di età etrusca. Si ha notizia della dispersione, avvenuta in tempi relativamente recenti, della originaria mensa dell’altare in pietra con decorazione a treccia viminea; un pilastrino con analoga decorazione, anch’esso da mettere in relazione con l’altare è murato nella parete esterna della vicina casa colonica. Un’altra notizia riguarda un elemento in marmo a forma emisferica allungata, profondamente incavato all’interno e decorato all’esterno con una serie di foglie a rilievo, che in origine era collocato in questa chiesa e in seguito è stato trasferito nella pieve di San Verano, dove si trova tuttora, ma che rimane di datazione molto problematica.